# ジェイン・オースティンに恋して
『ジェイン・オースティンに恋して』（Lost in Austen）は、2008年放送のイギリスのテレビドラマ。日本では2009年7月にLaLa TVにて放送された。

## あらすじ
現代のロンドン。銀行員のアマンダはジェイン・オースティンの『高慢と偏見』を愛読書にしている。ある日、アマンダのアパートに『高慢と偏見』の主人公エリザベス・ベネットが現れ、アマンダはエリザベスと入れ替わりで小説の世界に迷い込んでしまった。

## キャスト
- ジェミマ・ルーパー：アマンダ・プライス
- エリオット・コーワン：フィッツウィリアム・ダーシー
- ヒュー・ボネヴィル：ミスター・ベネット
- アレックス・キングストン：ミセス・ベネット
- ジェマ・アータートン：エリザベス・ベネット
- モーヴェン・クリスティ：ジェーン・ベネット
- ガイ・ヘンリー：ミスター・コリンズ
- トム・マイソン：ミスター・ビングリー
- クリスティーナ・コール：キャロライン・ビングリー
- トム・ライリー：ミスター・ウィカム